# USB flash disk

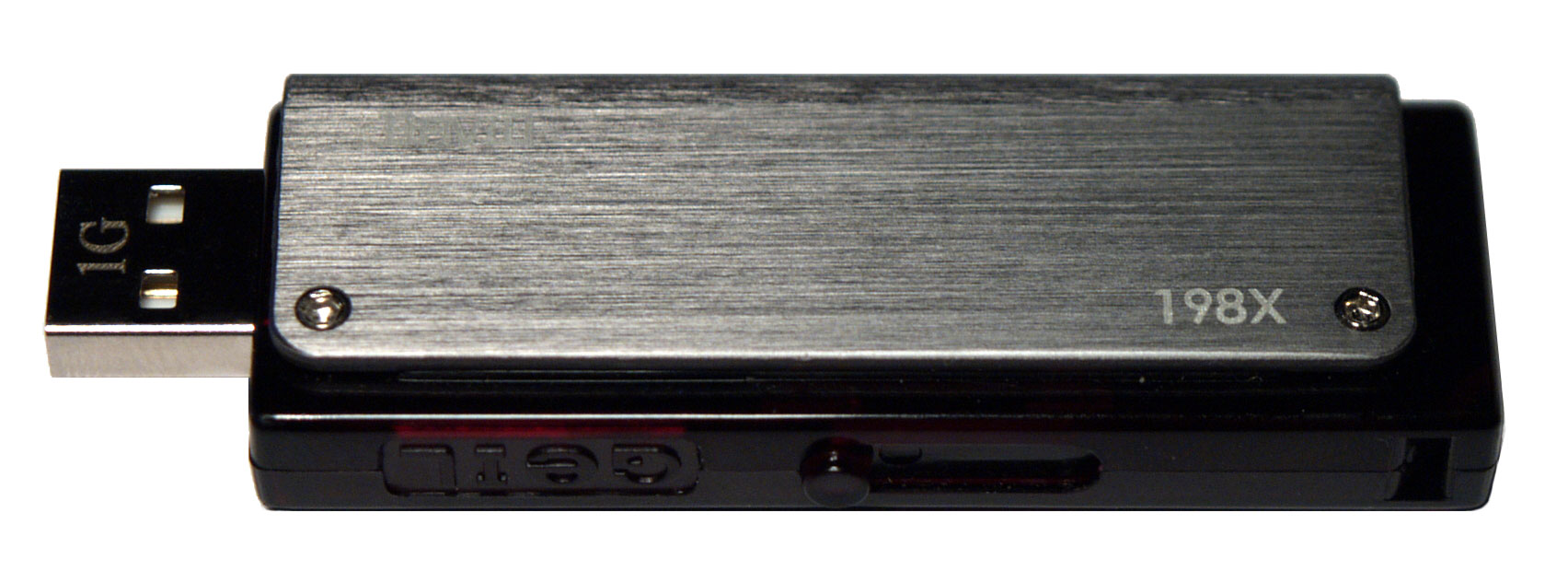
USB flash disk

USB flash paměť, někdy též USB klíč, paměťový klíč USB či USB flash disk (hovorově fleška či USB klíček), je miniaturní datové médium, které je určeno pro přenos dat mezi počítači. Většinou má podobu klíčenky či přívěsku a je vybaveno pamětí typu flash, která umožňuje uchování dat i při odpojení napájení. Data se do paměti nahrávají přes sběrnici USB, odtud název. I když se někdy nazývá disk, v zařízení nejsou žádné pohyblivé součástky.

## Historie
S komerční výrobou flash disků přišly v roce 2000 firmy IBM a Trek Technology. První disky od IBM měly kapacitu 8 MB, což ve své době pětinásobně překročilo kapacitu běžné diskety. Tyto disky se na trhu objevily 15. prosince 2000. Flash disky pracují s rozhraním USB 2.0, ale nevyužívají jeho plné propustnosti 480 Mbit/s (60 MB/s). Je to dáno technologií NAND pamětí. Typické přenosové rychlosti tedy jsou kolem 6 MB/s, ty se hlavně liší podle použitých čipů. Rychlost se běžně pohybuje v rozmezí 1,5 MB/s až 60 MB, nejčastěji však do 30 MB/s. Starší „full speed“ zařízení jsou limitována maximální rychlostí kolem 1 MB/s. Kapacita dnešních flash disků se pohybuje od 4 GB po 2 TB. Některé novější flash disky používají rozhraní USB 3.0, které teoreticky dosahuje přenosové rychlosti až 5Gbit/s (625MB/s).

## Popis zařízení
USB flash disky typicky slouží k zálohování a přenášení dat mezi počítači. Jsou malé a tím snadno přenosné, přepisovatelné. V roce 2014 bylo možné koupit USB flash disk s kapacitou až 1 TB. Kvůli omezenému počtu cyklů zápisu/smazání je používána mezivrstva FTL (wear leveling), která rozkládá opotřebení po celém médiu. USB flash disky jsou nástupce dříve používaných disket a optických disků. Jejich výhodou je menší velikost a nízká váha – většina váží méně než 30 gramů (1,1 unce) a jsou odolnější a spolehlivější, protože nemají žádné pohyblivé části. Jsou imunní vůči magnetickému poli (na rozdíl od disket) a nevadí jim povrchové poškrábání (na rozdíl od CD). Disketové jednotky byly časem opuštěny pro malou datovou kapacitu. USB flash disky používají pro ukládání dat standard USB Mass Storage, který podporují všechny běžně používané operační systémy, jako je Linux, macOS, Windows a další unixové systémy, podporují ho i herní konzole Xbox, PlayStation, DVD přehrávače a přenosná zařízení, jako jsou chytré telefony, tablety a počítače. USB flash disk lze využít i pro start počítače. Flash disky se skládají z malé desky s plošnými spoji, na kterých jsou integrované obvody, které jsou chráněny obalem z plastu, kovu nebo pogumovaného pouzdra a mohou být použity jako přívěsek na klíče. USB konektor bývá chráněn odnímatelným víčkem nebo se může zasouvat do pouzdra. USB flash disk je napájen z USB portu počítače. Některá zařízení kombinují funkčnost digitálního audio přehrávače s USB flash úložištěm, přičemž pro přehrávání je v pouzdru baterie.

## Kapacita
První USB flash disky měly kapacitu 8 MB. Později se maximální kapacita postupně několikrát zdvojnásobila (16 MB, 32 MB atd.) V roce 2020 se kapacita USB flash disků pohybuje v rozmezí 8 GB a 1 TB.

## Rychlost přenosu
Rychlost přenosu je určena nejpomalejším ze tří faktorů: použitá verze USB, rychlost, kterou může řídicí jednotka USB číst a rychlost hardwarové sběrnice.
Rychlost se udává rychlostí čtení a zápisu dat v megabajtech za sekundu (MB/s), při čemž rychlost čtení bývá obvykle vyšší než rychlost zápisu. V praxi jsou však často rychlosti nižší, než uvádějí prodejci. Většinou to způsobuje přenos více malých souborů, než větších souborů.
Průměrná rychlost vysoce výkonných flash disků s USB 3.0 může dosahovat čtecí rychlostí 68 MB/s a může zapisovat 46 MB/s u velkých souborů. S mnoha menšími soubory pouze 14 MB/s čtecí rychlosti a 0,3 MB/s zápisové rychlosti.

## Trvanlivost
Trvanlivost flash paměti závisí na typu paměti (SLC, MLC, TLC) a velikosti čipů. Každý typ paměti snese jiný přibližný maximální počet zápisů. USB flash disk tak může vydržet rok, ale i několik stovek let. MLC (Multi-level cell) je navržena ve více úrovních. Je vhodná pro přibližně 3 000 až 5 000 vymazání. Některé paměti založené na jedné vrstvě (Single-level cell – SLC) mohou snést až 100 000 zápisů.
Také se musí brát v potaz kvalita hardwaru. Samotný USB konektor je navržen tak, aby zaručoval asi 1500 vložení/vytažení.

## Souborový systém
Jednotky s flash pamětí jsou obvykle předformátovány souborovým systémem FAT32, nebo exFAT. FAT32 umožňuje díky své všestrannosti přístup prakticky na každé zařízení s USB podporou. exFAT se používá pro jednotky o vysoké kapacitě a s množstvím souborů. Jednotky je možné přeformátovat na jiný souborový systém, který je podporován hostitelským operačním systémem.

## Boot
Firmware osobních počítačů běžně podporuje spouštění operačního systému z bootovací jednotky flash. Tato funkce se nazývá Live USB. USB flash disky se tedy dají využít jako instalační medium. Instalační soubory operačních systémů se mohou uložit na flash disk, který tak nahradí CD/DVD

## Windows ReadyBoost
Windows ReadyBoost je funkce, která slouží k rozšíření mezipaměti počítače pomocí USB flash disku. Účelem této funkce je rapidní zrychlení startu programů.

## Vzhled a struktura

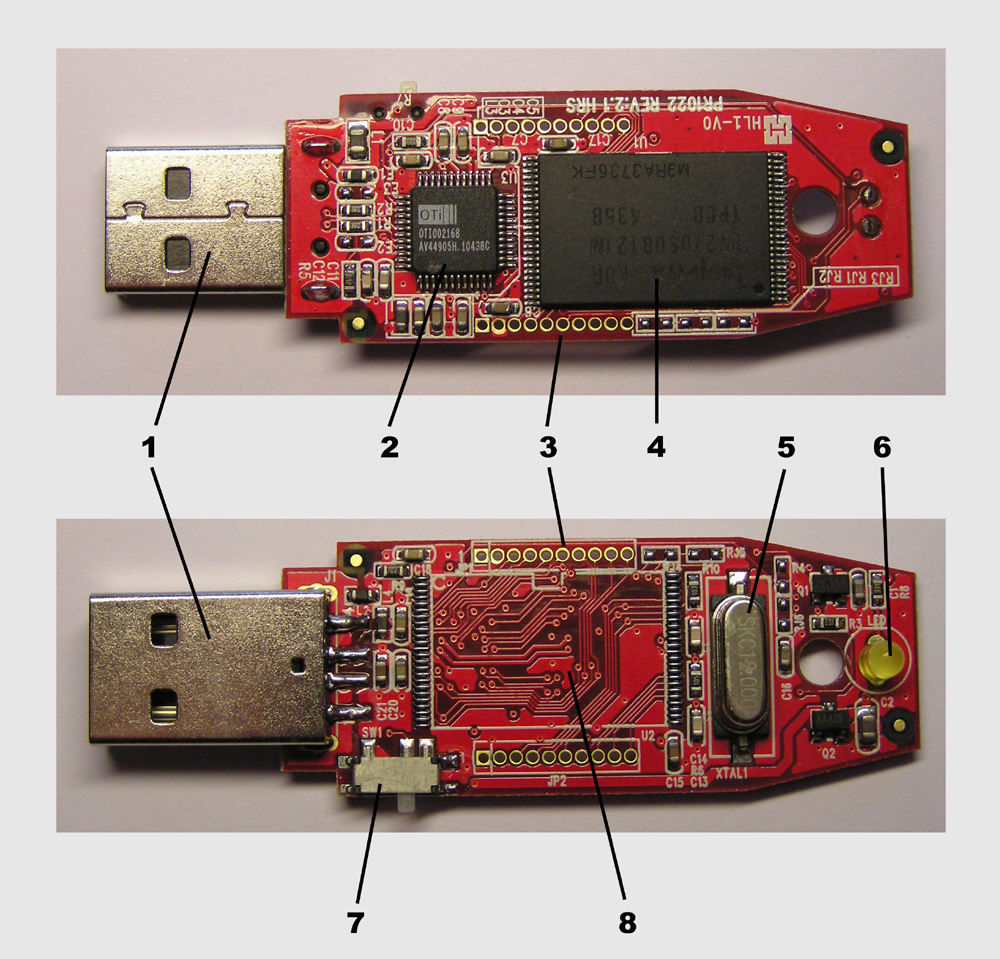
Vnitřek USB flash disku:
1. USB konektor; 2. Mass storage controller; 3. Testovací kontakty; 4. Flash paměť; 5. Krystalový oscilátor; 6. LED; 7. Zámek zápisu; 8. Místo pro druhý paměťový modul

Flash disky se vyrábějí v mnoha podobách, základem je však u všech klasický USB konektor a malá destička s integrovanými obvody paměti a řídící jednotky.
Hlavní části:
- USB-A samčí konektor – umožňuje fyzické spojení s PC nebo USB rozbočovačem
- Řídící jednotka pro komunikaci paměti s PC
- NAND paměťový čip – zde jsou uložena data
- Krystal – produkuje hlavní hodinový signál (původně 12 MHz)

Přídavné části:
- Technický konektor pro testování ve výrobě nebo nahrávání kódu do řídící jednotky
- LED dioda – signalizuje, zda se právě čte či zapisuje
- Zámek – přepínač umožňující zablokování zápisu
- Krytka USB konektoru – chrání před statickou elektřinou a fyzickým poškozením
- Doplňky na nošení – klíčenky, obaly a podobně

### Způsob fyzického zapisování do paměti (na čip NAND)
Data jsou ukládána v poli tranzistorů (s plovoucí bránou) zvaných „buňky“. Každá z nich obvykle uchovává 1 bit informace.

### Typy pouzder
Flash disky jsou na trhu k dostání ve velkém množství provedení. Nejčastěji to jsou jednoduché tvary z plastu, gumy nebo kovu. Jiné lze implementovat do věcí denní potřeby jako například pera, hodinky či kapesní nože. U těchto variant bývá častý problém se zapojováním do PC, protože sousední USB porty bývají velmi blízko u sebe. To se někdy musí řešit použitím USB rozbočovače nebo prodlužovacího kabelu.
Pouzdra některých disků jsou uzpůsobena do extrémních podmínek tak, že vydrží hluboký mráz, vysokou teplotu, náraz i tlak (např. přejetí automobilem).

## Použití
1. Přenos osobních dat – nejčastější způsob využití je přenos dokumentů, hudby, videa a podobně
2. Bezpečnostní důvody – v prostředí kde by mohlo dojít k úniku soukromých dat, lze použít flashdisk jako úložiště klíče pro rozšifrování dat
3. Systémová administrace – přenos nastavení softwaru, nahrávání firmware do základních desek, routerů atd.
4. Bootování operačního systému – některé základní desky umožňují načtení operačního systému přímo z přenosného USB zařízení. Toto řešení je také známo jako Live USB
5. Ukládání hudby – například připojení flashdisku do FM transmiteru zastane funkci MP3 přehrávače
6. Zálohy – nepříliš vhodné, z principu NAND technologie udrží zařízení data bez připojení k napájení pouze několik desítek měsíců

## Zabezpečení
Zabezpečení dat na USB flash disku můžeme docílit pomocí šifrování. Při šifrování se data kryptograficky převádí na data šifrovaná, tudíž jsou data čitelná jen pro osobu s dešifrovacím klíčem (heslem). Data nelze zpětně dešifrovat.  Takto můžeme zabezpečit jednotlivé soubory, ale i celou jednotku. Pro šifrování dat používáme šifrovací software.

## Výrobce
I když hromadnou výrobu započala firma IBM, dnes již na trhu převládají specializovanější výrobci, co se pamětí týče. Jsou jimi např. Kingston, ADATA, SanDisk, Transcend a další.

## Výhody a nevýhody

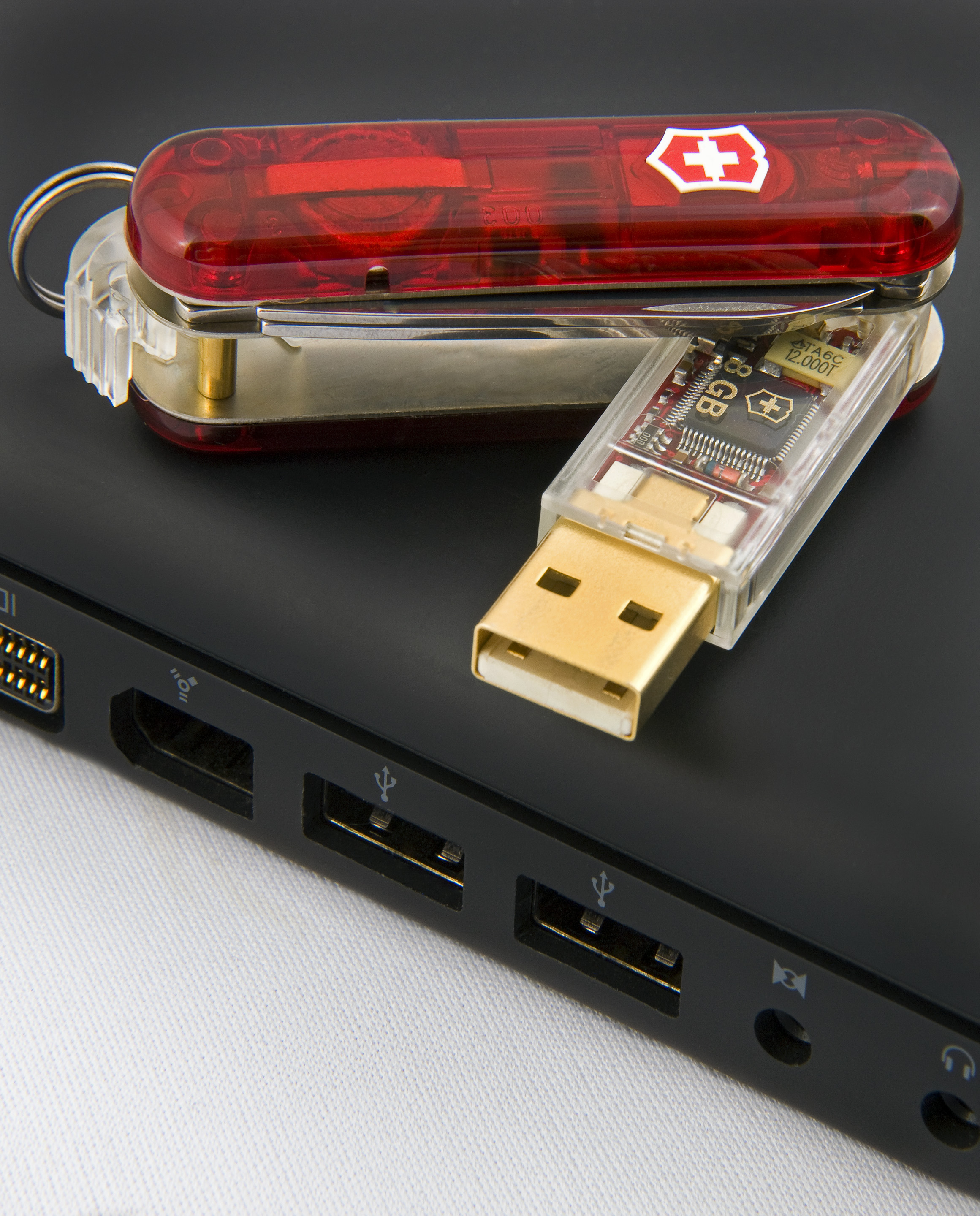

### Výhody
- Kompaktnější než jiná přenosová média
- Odolnější proti fyzickému poškození
- Většinou vyšší kapacita než u CD nebo DVD
- Malá spotřeba elektrické energie
- V nových operačních systémech nejsou zapotřebí žádné ovladače (resp. ovladače jsou již součástí operačního systému a není nutné je dodatečně instalovat)

### Nevýhody
- Špatná podpora u starších operačních systémů (Windows 98 a nižší nemají přímo zabudovanou podporu flash disků, je nutné ji doinstalovat)
- Větší kapacity mají vysokou cenu, přičemž disponují jen zlomkem kapacity stejně drahých přenosných pevných disků

## Licenční poplatky v ČR
V ČR jsou součástí ceny flash disku autorské poplatky. Odměna má za cíl kompenzovat autory za kopírování jejich děl pro osobní potřebu. V ČR jsou tyto poplatky upraveny zákonem č. 121/2000 Sb. Tento zákon stanovuje, že za prázdná paměťová média, jako jsou USB disky, se vybírají poplatky jako odměna pro autory, výkonné umělce a další nositele práv, a to ve výši 1,50Kč/GB, maximálně 90Kč. U menších flashdisků tak tvoří autorská odměna podstatnou část ceny disku

## Rizika
S používáním flash disků jsou spojena určitá bezpečností rizika, například:
- Ztráta nebo krádež zařízení: Malá velikost a přenosnost USB flash disků a externích zařízení znamená, že jsou náchylné k ztrátě nebo krádeži. Pokud se tyto zařízení dostanou do nesprávných rukou, mohou obsahovat citlivá data, která by mohla být zneužita nebo šířena neoprávněně.
- Infikovaná USB zařízení: USB flash disky, externí pevné disky a jiná zařízení mohou být napadeny škodlivým softwarem, jako jsou viry, trojské koně nebo ransomware. Když je infikované zařízení připojeno k počítači, může se škodlivý software rychle šířit a infikovat systém, což vede k neoprávněnému šíření informací.
- Neoprávněné kopírování dat: USB porty umožňují snadný přenos dat mezi různými zařízeními. To vytváří možnost, že zaměstnanci nebo jiné osoby mohou neoprávněně kopírovat citlivá firemní data nebo osobní informace. Tyto informace pak mohou být šířeny nebo zneužity bez vědomí vlastníka.
- Sociální inženýrství: Útočníci mohou využít sociálního inženýrství, aby získali přístup k USB portům nebo přesvědčili uživatele, aby připojili neznámá zařízení. Například mohou se tvářit jako technici, kteří potřebují přístup k počítači, nebo vydávat se za kolegy a žádat o připojení svého USB zařízení k jinému počítači.

## Budoucí vývoj
Samsung vyvíjí nové 1Tbit V-NAND čipy, které by se měly objevit již v roce 2018. Produktem vývoje jsou až 16TB velké SSD složené z osmi 1Tbitových V-NAND čipů. Disky by měly disponovat vysokou přenosovou rychlostí a kapacitou.